# Thwaitesia margaritifera
Espèce
Thwaitesia margaritifera est une espèce d'araignées aranéomorphes de la famille des Theridiidae.

## Distribution
Cette espèce se rencontre en Inde, au Sri Lanka, au Viêt Nam et en Chine.

## Publication originale
- O. Pickard-Cambridge, 1881 : On some new genera and species of Araneidea. Proceedings of the Zoological Society of London, vol. 1881, p. 765-775 (texte intégral).